# Verwachsenblättriger Zweizahn

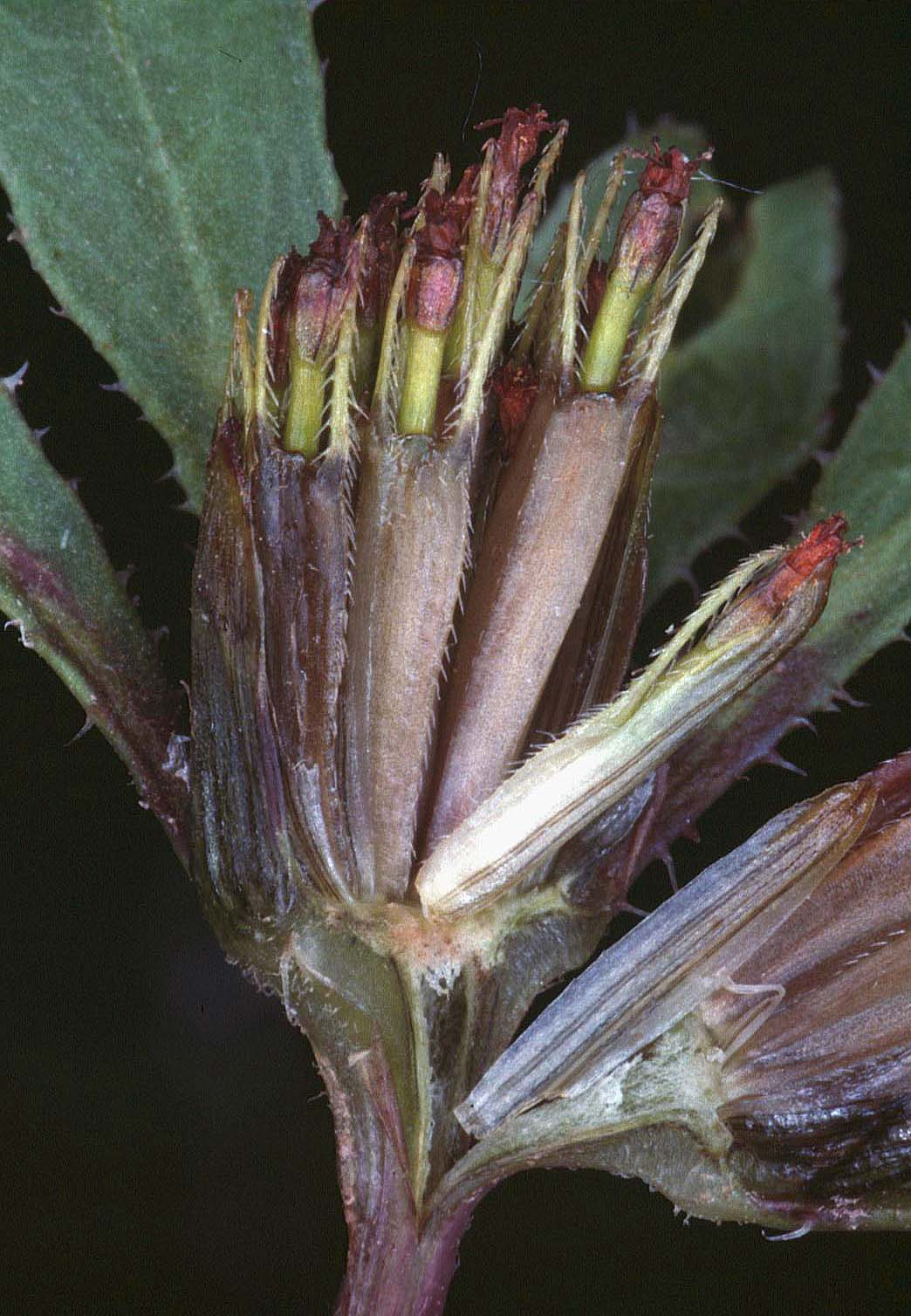
Verwachsenblättriger Zweizahn (Früchte)

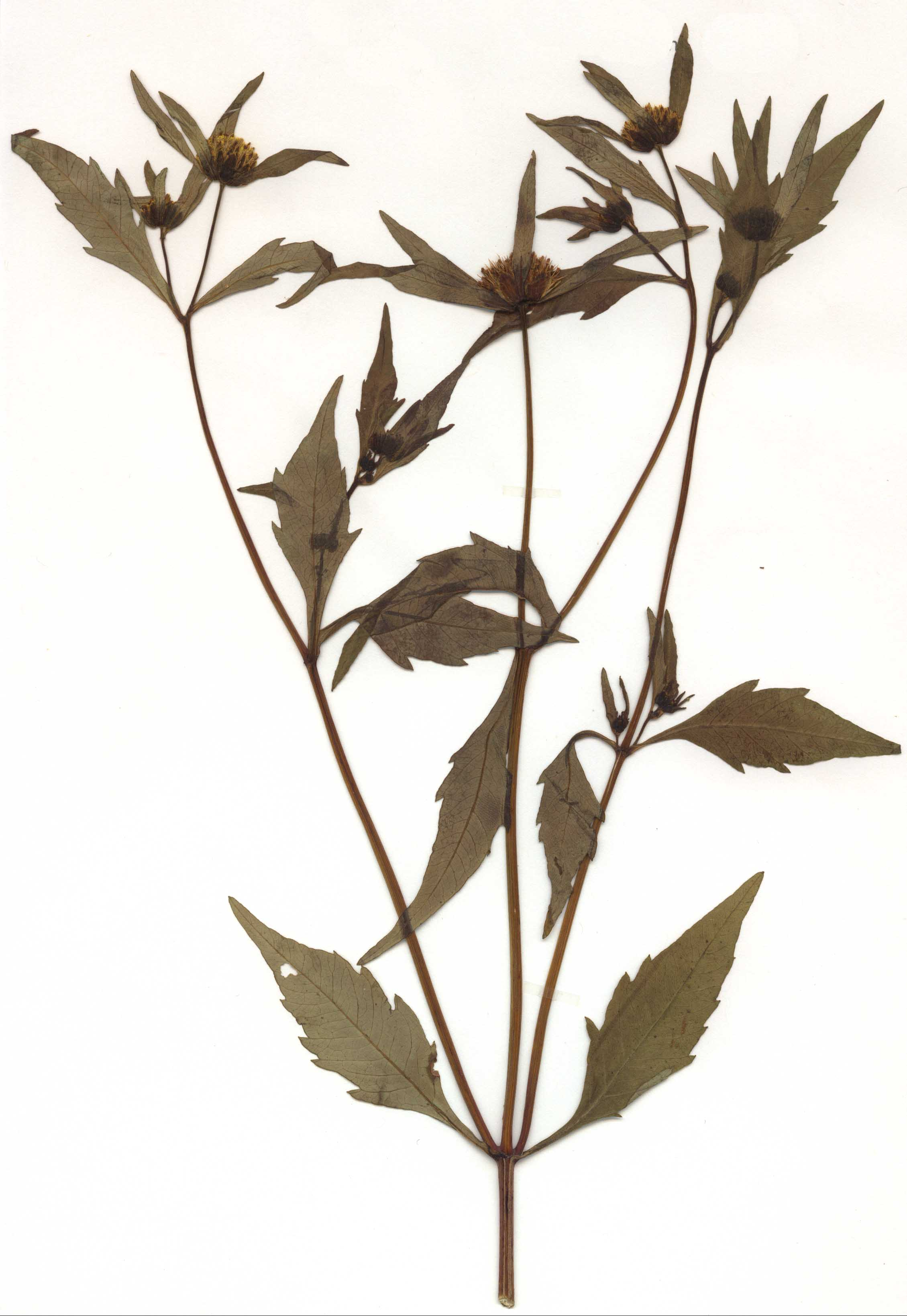
Verwachsenblättriger Zweizahn (Herbarbeleg)

Der Verwachsenblättrige Zweizahn (Bidens connata) ist eine Pflanzenart in der Familie der Korbblütler (Asteraceae) und ist in Mitteleuropa ziemlich selten zu finden. Er blüht im August und September.

## Beschreibung
Der Verwachsenblättrige Zweizahn wächst als einjährige krautige Pflanze und erreicht eine Wuchshöhe von 15 bis 150 Zentimetern. Der Stängel ist meist kahl und purpurn überlaufen. Die Laubblätter sind lanzettlich bis rhombisch-lanzettlich geformt und ungeteilt. Sie sind grob gezähnt-gesägt mit bis zu fünf Zähnen auf jeder Seite und am Spreitengrund in einen geflügelten Stiel verschmälert. Die Blattspitze ist lang ausgezogen und ungezähnt. Bei kräftigen Pflanzen kommt es vor, dass die unteren Blätter fiederschnittig geteilt sind.
Die Blütenköpfchen sind sehr lang gestielt und etwa 15 Millimeter breit. Die Anzahl der äußeren  laubblattartigen Hüllblätter beträgt meist vier bis sechs; diese sind viel länger als die inneren. Die Zungenblüten fehlen, die Röhrenblüten sind von braungelber Färbung, oft aber rot überlaufen. Die Achäne ist drei- bis vierkantig und im Querschnitt rhombisch geformt. Die äußeren Früchte besitzen meist vier Grannen und sind deutlich verschmälert.
Die Chromosomenzahl beträgt 2n = 24, 48 oder 72.

## Verbreitung

### Allgemeine Verbreitung
Die Heimat von Bidens connata ist das nordöstliche Nordamerika. Inzwischen hat er sich auch in Europa als Neophyt zu einem gewissen Teil ausgebreitet. Er zeigt eine subatlantische Verbreitungstendenz. In Österreich fehlt diese Art, während sie in der Schweiz im Rheintal eingebürgert ist.

### Verbreitung in Deutschland
Der Verwachsenblättrige Zweizahn kommt in Deutschland zerstreut bis selten entlang der großen Flüsse vor. Oft tritt er jedoch nur unbeständig auf. Beobachtungen von Bidens connata aus Deutschland wurden erstmals im Jahr 1865 beschrieben.

### Standortansprüche
Der Verwachsenblättrige Zweizahn wächst in Ufersaumgesellschaften, an Flüssen, Gräben und Teichen. Er bevorzugt nasse, nährstoffreiche, offene Schlammböden. Er ist in Mitteleuropa eine Charakterart des Verbands Bidention tripartitae.

## Systematik
Nach John L. Strother und Ronald R. Weedon in der Flora of North America sollte diese Art besser mit Bidens tripartitus vereinigt werden.